# Seznam abatyší cisterciáckého kláštera Porta coeli
Toto je seznam abatyší kláštera cisterciaček v klášteře Porta coeli v Předklášteří u Tišnova.
| V úřadu                                                  | Jméno abatyše                         | Poznámka                                                        |
| -------------------------------------------------------- | ------------------------------------- | --------------------------------------------------------------- |
| 1256                                                     | Alžběta                               |                                                                 |
| 1257                                                     | Kateřina z Rosenberg-Neuhaus          | spoluzakladatelka kláštera Frauenthal v Čechách                 |
| 1264, 1278                                               | Alžběta II.                           |                                                                 |
| 1283, 1287                                               | Anna                                  |                                                                 |
| 1293, 1298                                               | Gertruda (Gutta)                      |                                                                 |
| 1305                                                     | Anna II.                              |                                                                 |
| 1309                                                     | Bohuslava                             |                                                                 |
| 1328 – † 1333                                            | Agnes                                 |                                                                 |
| 1333 – † 26. 11. 1336                                    | Bohuslava II.                         |                                                                 |
| 1340, 1345                                               | Adéla                                 |                                                                 |
| ? – † 5. 5. 1365                                         | Kunhuta                               |                                                                 |
| 1435 – † 1438 (nebo 1443)                                | Marta II.                             |                                                                 |
| 1378 – † 20. 1. 1400                                     | Agnes II.                             |                                                                 |
| 1406, 1412                                               | Alžběta III.                          |                                                                 |
| ?                                                        | Kateřina II. (?)                      |                                                                 |
| 1412 – 1447                                              | nejspíše bez abatyše (husitské války) |                                                                 |
| 1447 – † 6. 10. 1465                                     | Alžběta IV.                           | tzv. druhá zakladatelka kláštera                                |
| 1466 – † (12. 9.) 1495                                   | Johana z Pěnčína                      |                                                                 |
| 1498 – † (24. 1.) 1504                                   | Markéta z Lomnice                     |                                                                 |
| 1508 – † 1510                                            | Kateřina z Kováčova                   |                                                                 |
| ? – † 1514                                               | Benigna z Bavorova                    |                                                                 |
| 1516 – † 1540                                            | Apolena z Boskovic                    |                                                                 |
| ? – † (5. 11.) 1540                                      | Alžběta z Doubravic                   |                                                                 |
| 1541 – † (25. 5.) 1544                                   | Kunhuta (Kunka) Konická ze Švábenic   |                                                                 |
| 1544 – † 13. 5. 1559                                     | Barbora Konická ze Švábenic           |                                                                 |
| 1560 – † (25. 3.) 1566                                   | Ludmila z Dubenky                     |                                                                 |
| 1566 – † 20. 8. 1649 (nezvolena)                         | Ludmila Ratkovská z Neudorfu          | zvolena téhož roku jako představená                             |
| 19. 2. 1567 – ?                                          | Markéta Drahanovská z Pěnčína         |                                                                 |
| 1572 – † (15. 8.) 1582                                   | Alžběta Březanská z Paitzelsdorfu     | dcera Ludmily Ratkovské z Neudorfu                              |
| 1584 – † 1587                                            | Markéta Skorberovna neboli Tišnovská  |                                                                 |
| 1587 – † říjen 1587                                      | Kateřina Scholastika                  |                                                                 |
| 1588 – 1599 (odvolána)                                   | Anežka Kutinská z Kutny               | za této a tří předchozích abatyší zmatek a nepořádek v klášteře |
| 1599 – † 14. 2. 1607                                     | Anna Kroměřížská                      |                                                                 |
| 1608 – † 9. 6. 1616                                      | Uršula Mikulovská                     |                                                                 |
| 1617 – † 13. 2. 1624 (48 let)                            | Kunhuta Scheichenbein z Komořan       |                                                                 |
| 1624 – † 31. 10. 1624                                    | Magdaléna Gulda                       | získala jen 10 hlasů                                            |
| 11. 1. 1625 – 24. 12. 1653                               | Marie Anna Skrimířská z Pilsenburka   |                                                                 |
| 31. 12. 1653 – † 9. 3. 1688 (75 let)                     | Voršila Gamsa                         |                                                                 |
| 23. 3. 1688 – † 1713 (75 let)                            | Terezie Nimišská z Nimiš              |                                                                 |
| 5. 6. 1713 – † 31. 12. 1732 (64 let)                     | Benigna Deblínská z Deblína           | narozena v Brně                                                 |
| 12. 4. 1733 – † 20. 3. 1738 (71 let)                     | Rosálie Winterschin                   |                                                                 |
| 22. 5. 1738 – † 27. 1. 1749                              | Beatrix (Božena) Sázavská             | narozena ve Žďáru nad Sázavou                                   |
| 16. 4. 1749 – † 26. 12. 1749                             | Maximiliána Scholtz                   |                                                                 |
| 1750 – † 1763                                            | Konkordie Hübner                      |                                                                 |
| 1763 – † listopad 1764 (38 let)                          | Cecílie Fundulus                      | narozena v Moravském Krumlově                                   |
| únor 1764 – † červen 1766                                | Gottharda z Putrany                   | narozena ve Frýdlantu v Čechách                                 |
| 11. 9. 1766 – 17. 3. 1782 (zrušení kláštera Josefem II.) | Sapiencie Lojková z Nětky             | narozena v Krchlebech                                           |
| 1901 (obnovení kláštera) – † 21. 6. 1907                 | Scholastika Maria Kasper              |                                                                 |
| 1921 – † listopad 1924                                   | Laurentia Anna Richter                |                                                                 |
| 22. 12. 1924 – 1971 (1950 zrušení kláštera komunisty)    | Josepha Maria Dutschke                |                                                                 |
| 1971 – † 31. 5. 1984                                     | Walburga Holcmanová                   |                                                                 |
| 1984 – † 1985                                            | Caecilia Marková                      |                                                                 |
| 1985–1990                                                | Annuntiata Bielk                      |                                                                 |
| 1990–1998                                                | Alžběta Nečasová                      | jako administrující představená                                 |
| 1998–2017                                                | Anežka Hasoňová                       | jako administrující představená                                 |
| od 2017                                                  | Michaela Boráková                     |                                                                 |